# 페터 회글
페터 회글(독일어: Peter Högl, 1897년 8월 19일 ~ 1945년 5월 2일)은 독일의 군인이다. 제1차 세계 대전에 사병으로 참전했으며 나치 친위대에서 상급돌격지도자(중령급)까지 승진했다. 아돌프 히틀러의 경호기관인 국가보안국 소속으로서 제2차 세계 대전 막바지 베를린 공방전 당시 히틀러와 함께 퓌러엄폐호에 있었다.

## 생애
바이에른 왕국 딩골핑에서 태어났다. 학교를 중퇴하고 란트슈트에서 방앗간 일을 하다가 1916년 제16바이에른 보병연대에 입대했다. 이후 제1차 세계 대전 때 하사 계급까지 달고 1919년 퇴역하여 바이에른 경찰에 들어갔고, 나치가 정권을 잡은 뒤인 1932년 형사경찰로 소속을 옮겼다.
경찰이 나치 친위대에 종속되면서 회글도 친위대에 입대했다(대원 번호 249,998). 1933년 히틀러의 경호원이 되었고 1934년에 상급돌격지도자(중위급)로 승진했다. 1935년 4월부터 국가보안국(RSD)의 요한 라텐후버의 부관 일을 했고 이후 RSD 제1과 과장이 되었다. 이 직위에 있으면서 오버잘츠베르크, 뮌헨, 베를린 등지로 근무처를 옮겨다녔고 1944년 11월 이후로는 베를린에 머무르며 형사이사관(소령급에 해당하는 게슈타포 계급) 직함을 달았다. 1945년 1월부터 회글은 국가수상부 지하의 퓌러엄폐호를 드나들기 시작했다. 퓌러엄폐호는 베를린 공방전이 시작되면서 히틀러의 최후의 퓌러본부가 되었다.
1945년 4월 27일, 회글은 하인리히 히믈러의 베를린 연락책인 헤르만 페겔라인 집단지도자를 찾아내라는 명령을 받고 퓌러엄폐호에서 나왔다. 페겔라인은 히틀러를 버리고 중립국으로 도망치기 위해 퓌러엄폐호를 몰래 빠져나갔었다. 페겔라인은 베를린의 아파트에서 민간인 옷으로 갈아입고 처형 에바 브라운의 소유인 보석류를 챙겨 스웨덴 또는 스위스로 도피할 준비를 하고 있었다. 페겔라인의 자택에 들이닥친 회글과 RSD는 페겔라인을 마취시켜 퓌러엄폐호로 끌고 갔고 페겔라인은 급조한 감옥에 수감되었다. 다음날 저녁, 히틀러는 BBC 방송을 통해 히믈러가 스웨덴의 폴케 베르나도테 백작을 통해 서방 연합국과 협상을 시도 중이라는 사실을 알게 되었다. 격노한 히틀러는 히믈러를 체포하고 페겔라인을 군법회의에 회부시키라는 명령을 내렸다. 빌헬름 몽케 여단지도자가 회의 사회를 맡았고 요한 라텐후버, 한스 크렙스, 빌헬름 부르크도르프 등이 참여했다. 몽케는 페겔라인이 명백한 탈영 행위를 저질렀음이 분명하다고 선고하고 라텐후버와 RSD에게 처분을 넘겼다. 페겔라인은 RSD에게 살해되었다.
4월 30일 히틀러가 자살하자 회글은 에발트 린들로프, 한스 라이서, 하인츠 링게와 함께 히틀러의 시체를 엄폐호 밖으로 운반하여 화장시켰다. 다음날 5월 1일 밤 회글은 일단의 동료들과 함께 소련군의 포위를 뚫고 도망치려 시도했다. 그러나 회글은 바이덴다머 교를 건너던 와중에 머리에 부상을 입었고 그 부상이 악화되어 5월 2일 한밤중에 죽었다. 향년 47세.

## 참고 자료
- Beevor, Antony (2002). Berlin – The Downfall 1945. New York: Viking-Penguin. ISBN 978-0-670-03041-5.
- Bullock, Alan (1999) [1952]. Hitler: A Study in Tyranny. New York: Konecky & Konecky. ISBN 978-1-56852-036-0.
- Felton, Mark (2014). Guarding Hitler: The Secret World of the Führer. London: Pen and Sword Military. ISBN 978-1-78159-305-9.
- Joachimsthaler, Anton (1999) [1995]. The Last Days of Hitler: The Legends, the Evidence, the Truth. Trans. Helmut Bögler. London: Brockhampton Press. ISBN 978-1-86019-902-8.
- Kershaw, Ian (2008). Hitler: A Biography. New York: W. W. Norton & Company. ISBN 978-0-393-06757-6.
- Linge, Heinz (2009). With Hitler to the End. Frontline Books–Skyhorse Publishing. ISBN 978-1-60239-804-7.
- O'Donnell, James P. (1978). The Bunker: The History of the Reich Chancellery Group. Boston: Houghton Mifflin. ISBN 978-0-395-25719-7.